# Margitta Gummel
Margitta Gummel (dekliški priimek Helmbold), nemška atletinja, * 29. junij 1941, Magdeburg, Tretji rajh, † 26. januar 2021, Wietmarschen, Nemčija.
Nastopila je na poletnih olimpijskih igrah v letih 1964, 1968 in 1972, kjer je osvojila naslova olimpijske prvakinje in podprvakinje v suvanju krogle, zlato leta 1968. Na evropskih prvenstvih je osvojila dve srebrni in bronasto medaljo, na evropskih dvoranskih prvenstvih pa zlato in dve srebrni medalji. Štirikrat je postavila svetovni rekord v suvanju krogle v letih 1968 in 1969.